# Cristoforo Tomati
Cristoforo Tomati (Genova, 1810 – Genova, 29 luglio 1878) è stato un politico italiano.

## Biografia
Medico chirurgo e docente universitario, fu eletto deputato per la VII legislatura del Regno di Sardegna nel collegio di Genova III e poi nuovamente 16 anni dopo, per la XIII legislatura del Regno d'Italia nel collegio di Genova II (si dimise per motivi di salute nel 1877).
È sepolto presso il Cimitero di Staglieno, in una tomba monumentale realizzata da Giovanni Battista Villa.